# Adrián Lucero
Adrián Óscar Lucero (Las Heras, 16 agosto 1984) è un ex calciatore argentino, di ruolo centrocampista.

## Palmarès

### Club

#### Competizioni nazionali
- Campionato argentino: 1

Newell's Old Boys: Apertura 2004